# Emaus, Västerås
Emaus är en  stadsdel i det administrativa bostadsområdet Gideonsberg i Västerås. Området är ett industri- och bostadsområde som ligger norr om E18 mitt emot Kopparlunden. Emaus var ett industriområde. Bostäder byggdes på en del av området och inflyttning började 2014.
Det som är kvar av industrier dominerades av ABB Corporate Research Center, som firade 100 år 2016.
ABB:s forskningslokaler i Tegnérområdet delades 2021 upp till ABB, NKT och Hitachi Energy.
Westinghouse Electric Sweden har LWR Service Center och Bränslelaboratorium för kärnbränsleutveckling i Tegnerområdet. Här finns också Tegnér vårdcentral.
I området närmast söder om Långmårtensgatan har ett nytt bostadsområde vuxit upp sedan 2015. Det är bostadsområdet Tegnérlunden där det finns höghus (10 våningar) och lägre (5 våningar) med bostadsrätter.
I området Emaus ligger också Emausskolan, och där finns Ringvallen: idrotts- och fotbollsplaner.
Området avgränsas av Långmårtensgatan, järnvägen (Mälarbanan), E18 och Gideonsbergsgatan.
Området gränsar i väster och norr till Gideonsberg, i öster till Sandgärdet och i söder, andra sidan E18 till Kopparlunden.